# Cylicasta parallela
Cylicasta parallela là một loài bọ cánh cứng trong họ Cerambycidae.